# Baía de Monterey

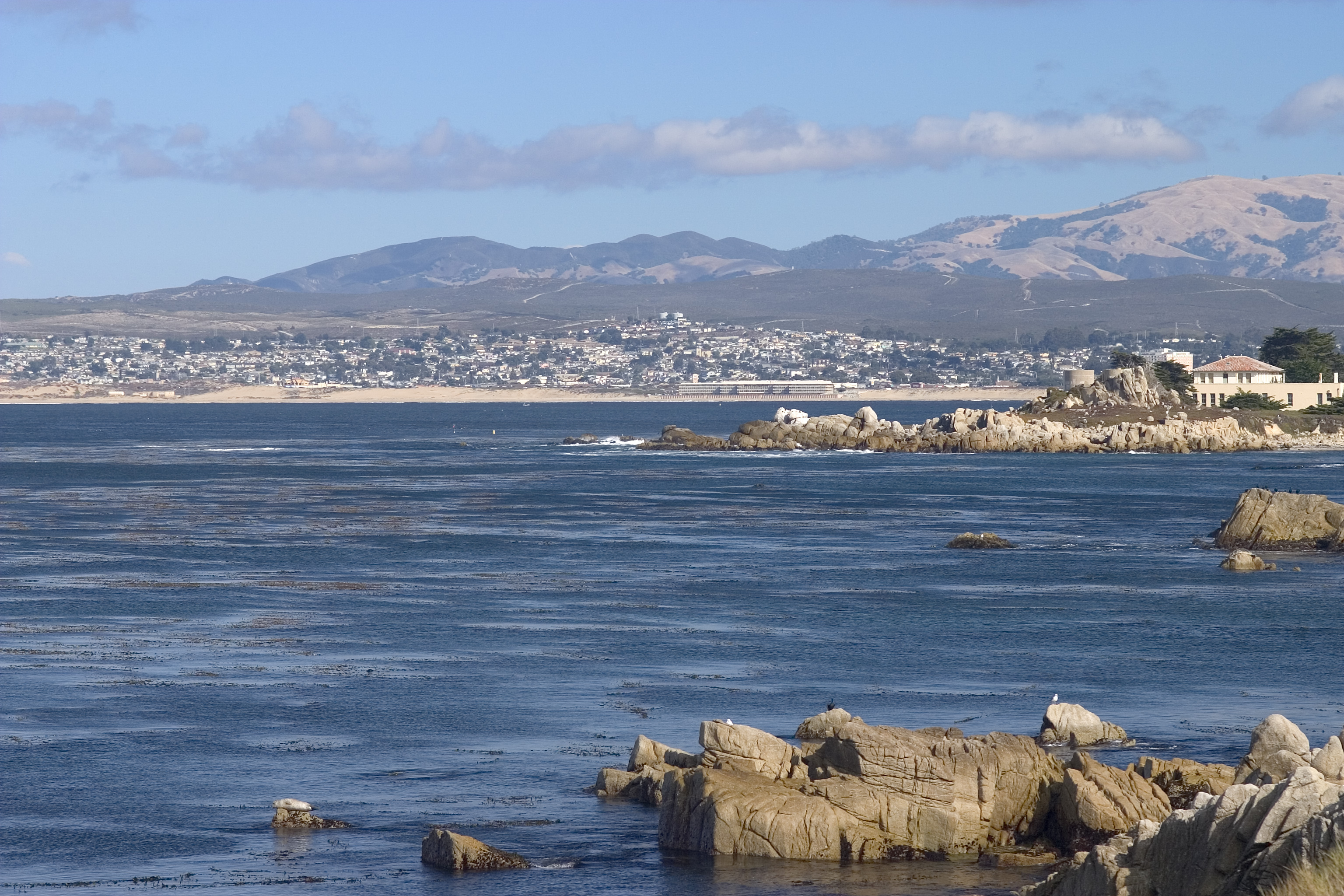
Baía de Monterey, Califórnia.

A baía de Monterey é uma baía do Oceano Pacífico, ao longo da costa central da Califórnia. A baía fica ao sul de São Francisco e São José, entre as cidades de Santa Cruz e Monterey.

## História
O primeiro europeu a descobrir a baía de Monterey foi João Rodrigues Cabrilho em 16 de novembro de 1542 enquanto navegava em direção ao norte ao longo da costa em uma expedição naval espanhola. Inicialmente, ele chamou a baía de Bahía de los Pinos, provavelmente por causa da floresta de pinheiros anteriormente encontrada enquanto fazia a circum-navegação da península no extremo sul da baía.
Em 10 de dezembro de 1595, Sebastião Rodrigues Soromenho atravessou a baía e a renomeou Bahía de San Pedro em honra de São Pedro Mártir.
O nome atual da baía foi documentado em 1602 por Sebastián Vizcaíno, que havia sido encarregado pelo governo espanhol de realizar um mapeamento completo e detalhado da costa. Ele ancorou no que é hoje o porto de Monterey, em 16 de dezembro e nomeou-o Puerto de Monterey, em homenagem ao Conde de Monterrey, então vice-rei da Nova Espanha. Monterrey é uma forma alternativa de Monterrei, um município da Galiza, região da Espanha onde nasceram o vice-rei e seu pai.
Outros lugares próximos contendo o nome Monterey eram assim chamados por causa de sua proximidade com a cidade e a baía. Entre esses inclui o Presidio de Monterey, cidade de Monterey, no Condado de Monterey e Cânion de Monterey.

## Geologia
O Cânion de Monterey, um dos maiores cânions subaquáticos do mundo, começa na costa de Moss Landing, exatamente no centro da baía de Monterey.

## Flora e fauna
A baía de Monterey é o lar de muitas espécies de mamíferos marinhos, incluindo lontras-marinhas, focas, golfinhos e está na rota de migração da baleia-cinzenta e da baleia-jubarte, bem como é um local de reprodução de elefantes-marinhos. Orcas também são encontradas ao longo da costa, especialmente quando baleias cinzentas migram, quando elas caçam as baleias durante a sua migração norte. Muitas espécies de peixes, tubarões, moluscos, como abalones e lulas, aves e tartarugas marinhas também vivem na baía. Diversas variedades de algas crescem na baía, algumas tornam-se tão altas quanto as árvores, formando o que é conhecido como uma floresta de kelp.

## Cidades ao redor da baía de Monterey

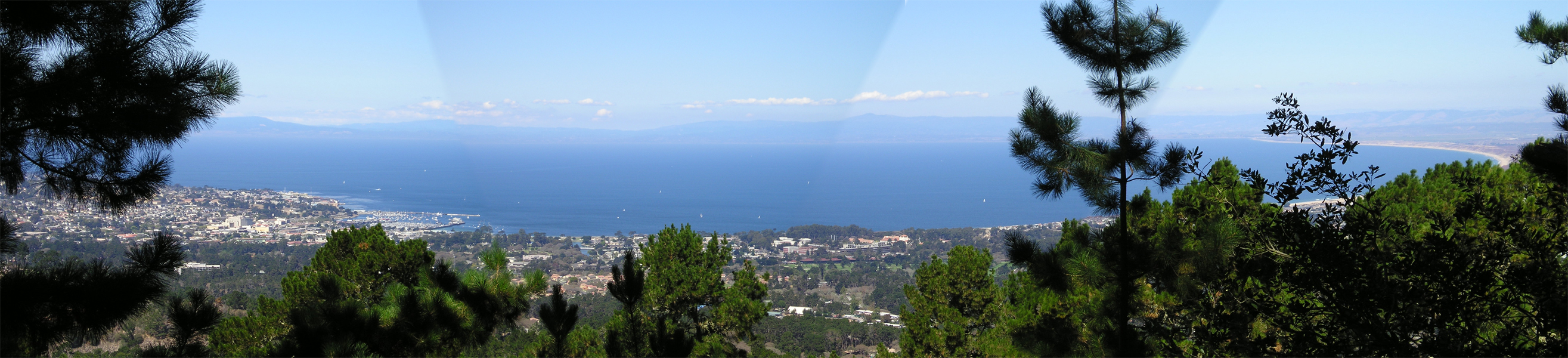
Panorama da baía de Monterey a partir do Jacks Peak Park

No sentido horário em torno da baía, em geral, de norte a sul. As localidades afastadas da costa estão sob parágrafo.
- Santa Cruz
- Capitola
  - Soquel
- Aptos
- Rio del Mar
- La Selva Beach
  - Corralitos
  - Freedom
  - Watsonville
  - Pajaro
  - Las Lomas
  - Elkhorn
- Moss Landing
- Castroville
  - Salinas
- Marina
- Fort Ord
- Seaside
- Sand City
  - Del Rey Oaks
- Monterey
- Pacific Grove

## Galeria

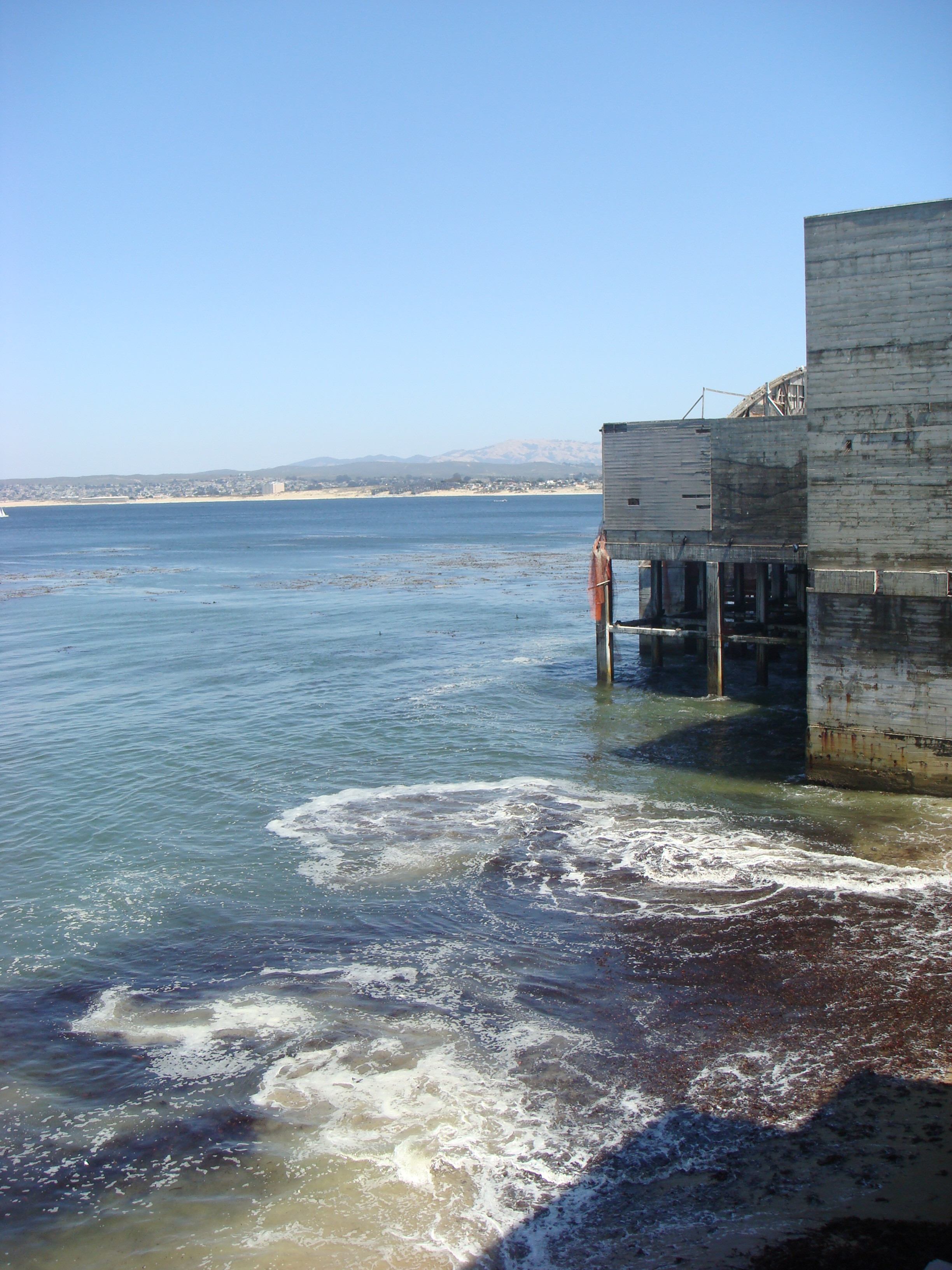
Baía de Monterey com a Old Cannery Foundations
Baía de Monterey vista do Monterey Bay Aquarium.Baía de Monterey vista do Monterey Bay Aquarium.
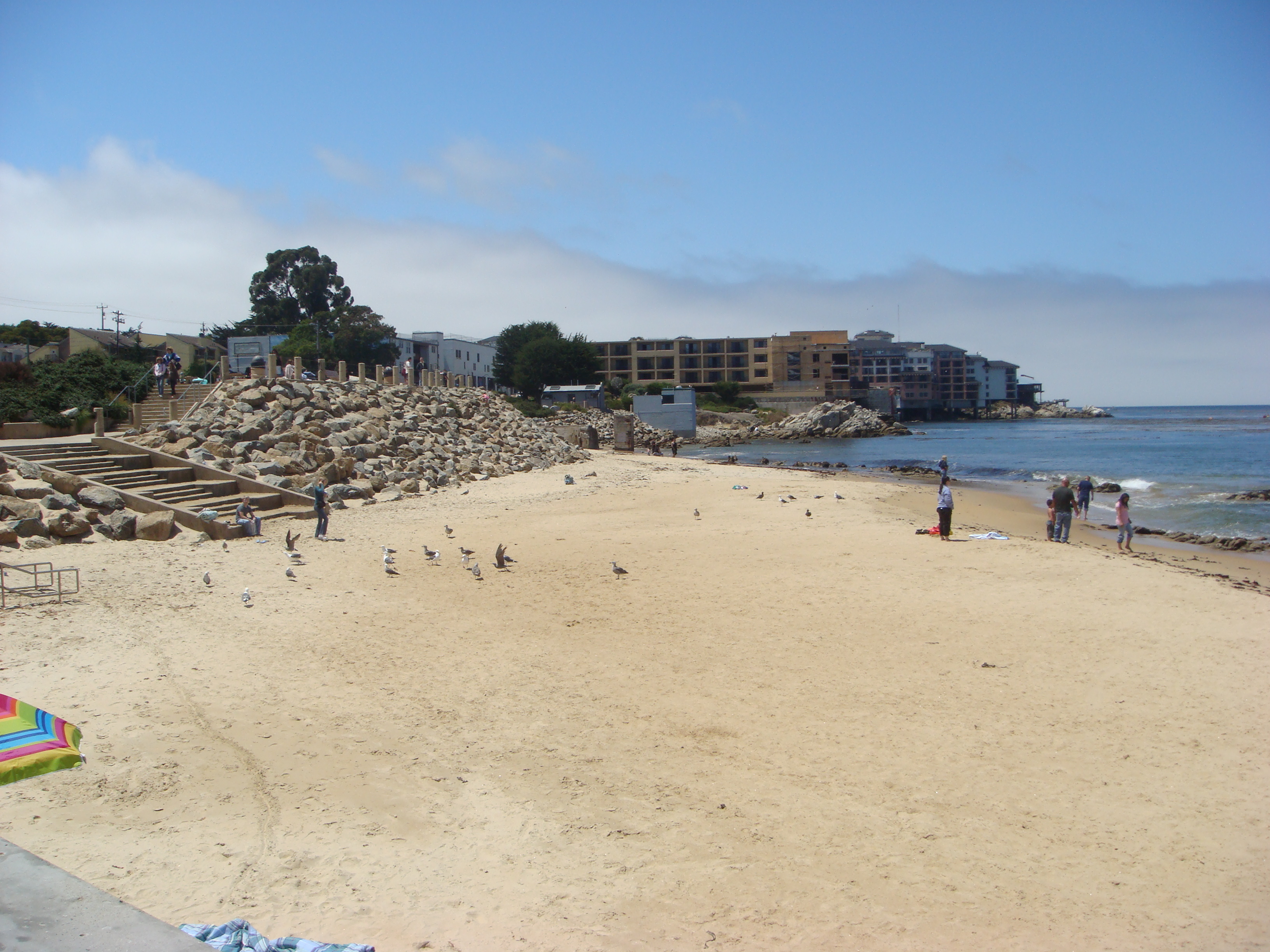
Uma das muitas praias localizadas ao longo da costa da Baía de Monterey.